# Aron Knútsson
Aron Knútsson (* 11. Oktober 1995) ist ein isländischer Eishockeyspieler, der seit 2015 bei den Almaguin Spartans in der Greater Montreal Hockey League unter Vertrag steht.

## Karriere
Aron Knútsson begann seine Karriere als Eishockeyspieler bei Ísknattleiksfélagið Björninn, für den er 2011 in der isländischen Eishockeyliga debütierte und gleich in seinem ersten Jahr die isländische Meisterschaft errang. 2015 wagte er den Sprung nach Übersee und spielt seither für die Almaguin Spartans in der Greater Montreal Hockey League, einer kanadischen Juniorenliga.

### International
Aron Knútsson spielte bereits als Jugendlicher für Island. Er nahm an den U18-Weltmeisterschaften 2012 und 2013 sowie den U20-Weltmeisterschaften 2014 und 2015 jeweils in der Division II teil.
Für die Herren-Nationalmannschaft debütierte Aron Knútsson bei der Weltmeisterschaft 2017 in der Division II.

## Erfolge und Auszeichnungen
- 2012 Isländischer Meister mit Ísknattleiksfélagið Björninn